# Sa khoáng

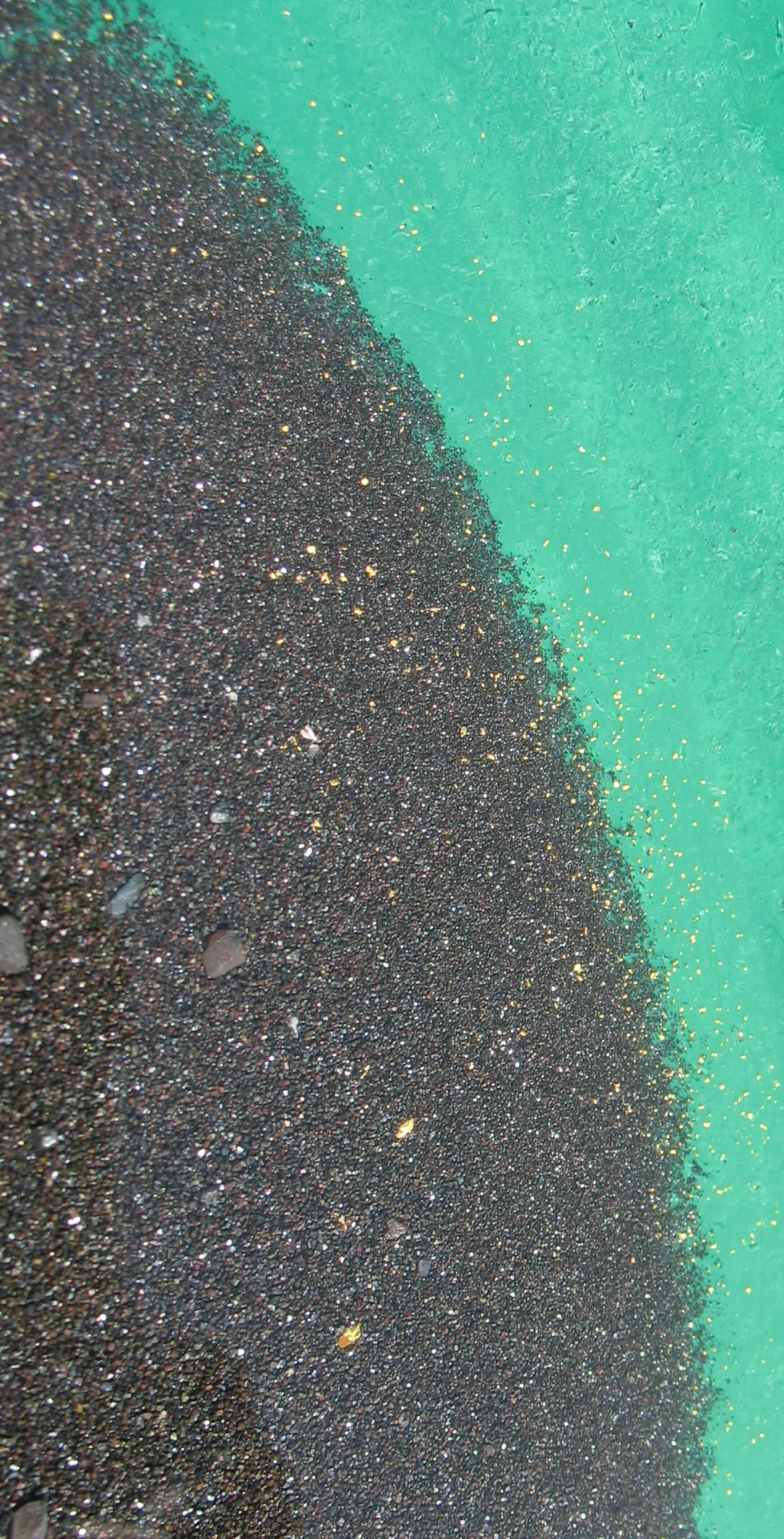
Cát đen được làm giàu

Trong địa chất học, sa khoáng là sự tích tụ các khoáng vật có giá trị được hình thành từ sự tách biệt trọng lực trong quá trình lắng đọng. Khai thác mỏ sa khoáng là một nguồn cung cấp vàng quan trọng, và từng là kỹ thuật được sử dụng trong giai đoạn đầu tiên của các cơn sốt vàng, như cơn sốt vàng California năm 1848. Các môi trường hình thành loại mỏ sa khoáng gồm bồi tích, tàn tích, sa khoáng biển, và sa khoáng cổ.
Các vật liệu sa khoáng phải thỏa 2 yếu tố là nặng và chịu được các quá trình phong hóa. Để có thể tích tụ ở dạng sa khoáng, các hạt khoáng vật phải có tỉ trọng đủ nặng hơn thạch anh (tỉ trọng thạch anh là 2,65), vì thạch anh thường có kích thước lớn cỡ cuộc hoặc cát. Các môi trường sa khoáng đặc biệt chứa cát đen, đó là một hỗn hợp màu đen có ánh dễ nhận biết của các oxide sắt, chủ yếu là magnetit với một ít ilmenit và hematit. Các thành phần khoáng có giá trị thường có mặt trong các đen là monazit, rutin, zircon, cromit, wolframit, và cassiterit.

## Các chất được khai thác
Các vật chất có giá trị kinh tế được khai thác từ các mỏ sa khoáng:
- Vàng
- Kim loại nhóm Platin
- Thiếc trong khoáng vật cassiterit
- Kim cương
- Đất hiếm từ monazit
- Thori từ monazit
- Titan từ ilmenit
- Urani từ sa khoáng cổ Tiền Cambri